# 三菱扶桑MK
三菱扶桑MK（Mitsubishi Fuso MK）系列，是一款由日本三菱扶桑卡客車設計生產的後置引擎單層巴士，本車系的發展源於1960年代的MR620型巴士，其後有多款改良型推出，當中MK117型在1988年1月推出，而MK217型則於1993年推出，本車系在日本獲大量採用，但日本以外則較不常見，而香港是少數曾經大量引進本車型的地區。 

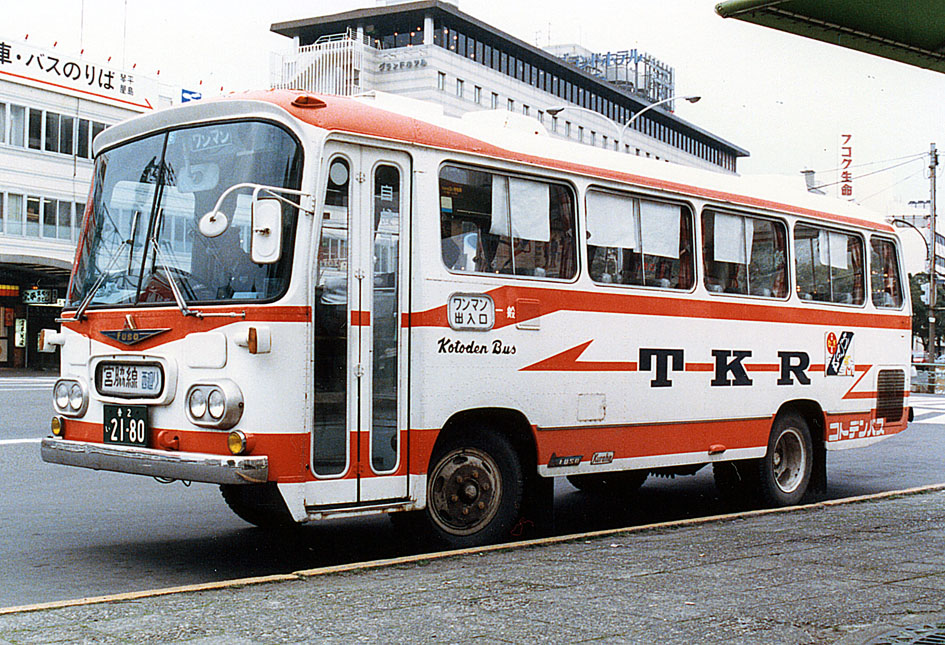
1960年代的三菱MR620型巴士

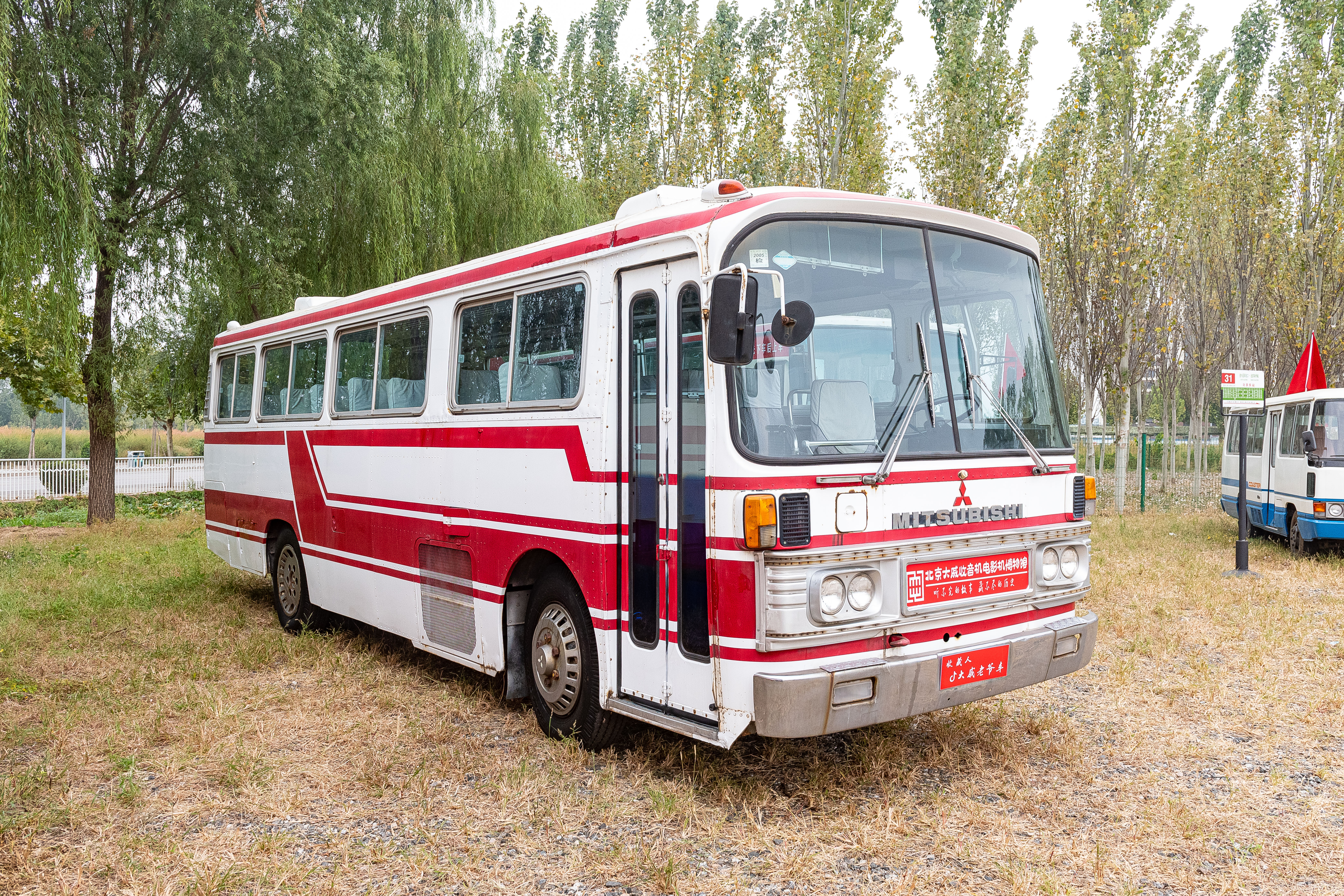
出口版MK系列（1981年11月产自吴羽）

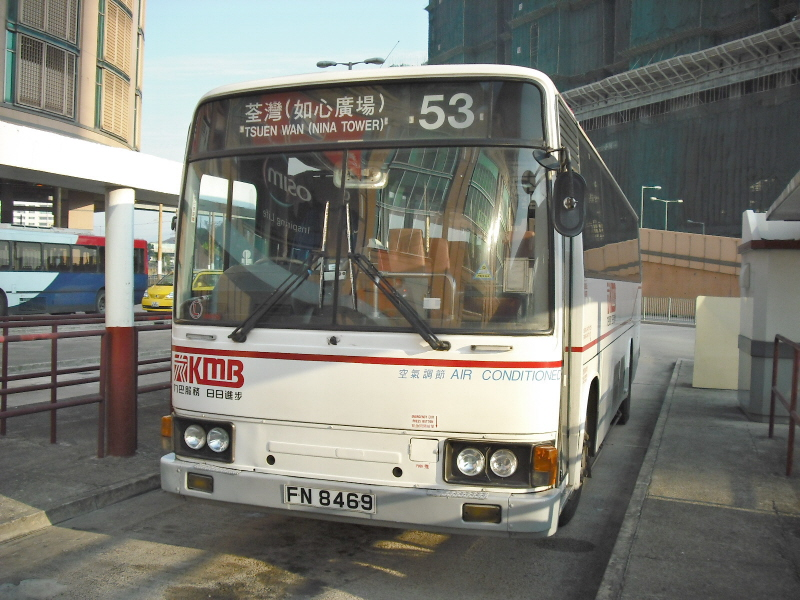
香港九龍巴士53線曾使用的三菱MK117/217J單層空調巴士

## 三菱MK系列在香港

### 九龍巴士
在1990年，由於空調巴士服務深受市民歡迎，而原有之24座豐田小型巴士已經無法滿足需求，為了提供更舒適之服務及滿足需求，九巴向日本三菱車廠引進MK系（型號為MK117J）單層空調巴士，並配用原廠之車身。由於這款巴士的引擎同時推動波箱及空調系統，在加裝車速限制器後會出問題，故這款巴士是九巴唯一沒有加裝車速限制器的巴士。
三菱巴士投入服務後，主要被派往行走一些私人屋苑之接駁巴士路線，例如203、208、212等線，而市區幹線2號線也曾有三菱MK巴士的蹤影，至於往返西貢及沙田市中心之299線及往返元朗及大埔之64K線亦曾有派出三菱MK巴士行走，另一方面，九巴曾經為7輛（AM28、39、40、67、77、91、98、108）三菱MK巴士加上行李架，派往行走啟德機場巴士路線A7，但隨著1998年啟德機場關閉，這批前機場巴士亦拆除行李架，恢復普通巴士的身份行走。
由於這款巴士性能良好，加上三菱扶桑的香港總代理環宇汽車向九巴提供10年保修期，九巴之後分階段引進更多三菱MK巴士，並投放到不同路線服務乘客，首批MK117J型巴士為數168部。九巴於是引入三菱MP618（AP1）試用，但此款巴士在香港實際測試出現諸多問題導致九巴放棄採用，可是九巴對三菱MK巴士未有即時卻步，到了1995年，九巴再引進共15輛MK217J巴士（AM169-183），主要派往行走64K及276線，這批巴士跟早前一批最大分別是空調系統之冷凝器被移到車尾頂部，而引擎馬力提升至215匹，車身亦採取較渾圓之設計，另用了較大的輪胎及擴大了車窗面積。
1995年4月21日，一輛三菱MK117J（AM64，車牌號碼EV3589）行走276線時在新田公路高速撞向一輛貨櫃車拖架。肇事巴士事後因龍骨爆破和底盤斷裂而無法修復，直接報廢，成為第一輛退役的三菱MK巴士。由於肇事巴士發生意外時未過10年保修期（肇事巴士正式出牌日期為1991年6月12日，發生交通意外時車齡只有3年10個月。），三菱扶桑其後根據條款協議以一輛MK218J巴士作為賠償並於同年年尾投入服務，該巴士編號AM184，車牌號碼為GP5016。縱使該巴士車門設有1級樓梯，但該巴士仍號稱是低地台設計。
後來隨著空調巴士服務漸漸普及，由於這款三菱巴士之載客量只有45人（AM184則有50人），加上空調巴士受市民歡迎之程度有增無減，故此無法滿足乘客需求，尤其行走彌敦道之幹線，其細小車廂未能提供舒適旅程給乘客，反而令乘客叫苦連天，於是九巴另購新車取代三菱巴士，在丹尼士飛鏢及丹尼士巨龍9.9米空調巴士大量投入服務後，三菱巴士便改為編往行走郊區路線，接替退役之利蘭勝利二型巴士，及行走只在清明節及重陽節服務之14S線。踏入21世紀，三菱巴士成為元朗郊區路線空調化之主力，包括53、54及77K線，都已經轉由三菱MK巴士行走。
另外，車隊編號AM72被改作訓練巴士，縱然早前其訓練巴士車身色彩已被轉回普通車隊之色彩，但由於此車依然未有裝上八達通機，因此很容易被分別出來，此車已於2010年8月退役。在2002年，先後有多輛三菱MK巴士因涉及嚴重交通意外，而需要提早退役，包括那獨一無二的AM184，該車於2002年10月16日行走員工接送車時在興華街西被一輛貨車撞向右邊車身後翻側，事後因嚴重損毀而不獲修復而報廢。
早期三菱MK巴士由三菱扶桑的香港總代理環宇汽車負責保修，保修期10年。隨著最後一批巴士的保修期於2005年（1995年出牌的MK217J）屆滿，九巴須自行維修三菱MK巴士。由於車系停產而另訂零件來港成本昂貴，九巴對這批巴士亦開始沒有用心維修，一旦嚴重撞毀九巴便會不作修復而直接退役，車內零件就會留待供其他同類車輛代換，在這個趨勢之下，本車型將會自然消失而全面退役。但自2010年起，因部分路線有用車限制的原因（例如53及276的屏廈路，無法採用長身的巴士，只能採用三菱MK117/217巴士行駛），最後十幾部17年車齡的MK117J成為續命車繼續服務至2011年。
從2003年開始，九巴陸續淘汰三菱MK巴士，隨著九巴的亞歷山大丹尼士Enviro 200 Dart單層巴士（AAU）於2011年陸續投入服務，最後4部三菱MK217型巴士（AM176、AM177、AM181及AM182）已於2012年3月19日全數退役，象徵所有三菱MK單層空調巴士已經全數退出載客行列，而日本製造的巴士在香港專利巴士中亦只餘下新大嶼山巴士仍然使用。

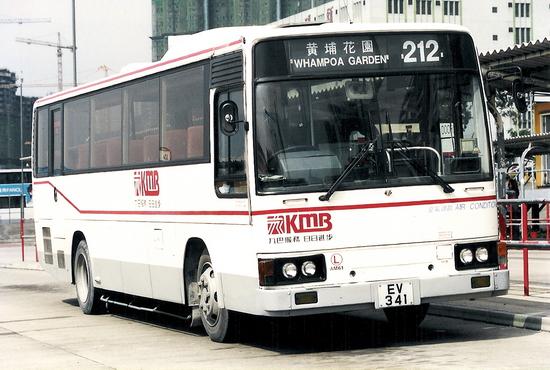
攝於2006年，服役於香港九龍巴士212線的三菱MK117

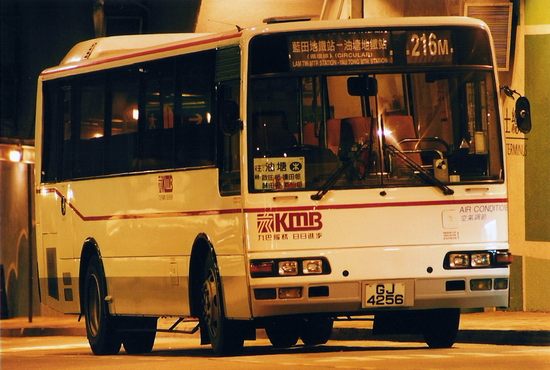
攝於2006年，服役於香港九龍巴士216M線的三菱MK217

### 九鐵巴士／港鐵巴士
早於九鐵巴士部成立第2年，空調巴士已經出現於車隊中，當時為豐田Coaster型24座小型巴士，主要用於偏遠地區的接駁服務。及後，為了提高服務質素，九鐵巴士部於是引進大量空調巴士，其中由於當年小型巴士行走的區域路面環境惡劣，令這批巴士出現非常大的損耗，急需替換，加上為屋邨提供短途接駁服務，九鐵巴士部在購車訂單上，除了24輛利蘭奧林比安雙層空調巴士（201-224）外，也包括11輛中型空調巴士。
最後，九鐵選擇引進三菱MK117J中型巴士，並全數在1991年底前投入服務。在更早之前，九巴已經引進一批同款巴士行走屋邨接駁路線，效果顯著，加上當年市場上可供選擇的車款不多，令三菱輕易贏得九鐵的訂單。在機械配搭上，九鐵的三菱MK跟九巴的完全一樣，但在車廂佈局方面，九鐵選取了較多企位的設計，車廂前半部採取一加一座位設計，後半部則維持2+2座位設計，因而可乘載51位乘客，十分適合行走客量處於中下水平，或路面環境受制的路線。在屯門部份區域路線未進行擴建前，這批三菱巴士，更成為了上佳的選擇。新車投入服務後，主要行走接駁元朗市及朗屏村之670線，以及取代昔日由豐田小型巴士提供服務之A51及520線。
及後，往返九鐵大埔滘職員宿舍（策誠軒）及大埔墟火車站的50R線（已於2005年年底交由私人營辦商接辦）或K14線也出現三菱MK巴士的蹤影。另外，九鐵巴士部亦曾經為火炭駿景廣場提供穿梭巴士服務，用車為2輛三菱MK117J中型巴士，而且更被塗上駿景廣場全車身廣告。
隨著西鐵通車所帶來巴士路線網絡轉變，三菱巴士在九鐵巴士部中扮演之角色又有所改變，三菱巴士不用再只投放在龍鼓灘路線，因而擔當支援的角色，並活躍於屯門及天水圍西鐵接駁路線如K53、K75及A73等路線，而唯一不變是，在長達18年服務年期間，車頭一直保留著完好的三菱車廠廠徽。隨著這款車型年事漸高，九鐵於2007年初訂購11部亞歷山大丹尼士Enviro 200 Dart 11.3米巴士，並因政府對全港非專利巴士實施的數目限制而與本車型以「一換一」的方式悉數更替。
隨著九鐵與地鐵於2007年12月2日合併成港鐵，所有九鐵巴士部巴士包括全數三菱中型巴士由當天開始轉由港鐵巴士部營運。2008年8月，307及311率先退役，而本車型最後一輛三菱MK中型巴士309於2009年3月初退役，標誌著這款日本製造巴士從港鐵車隊中退下來，與全新一批的單層空調巴士完成交接。

### 城巴
城巴於1990年曾引入兩輛三菱FUSO MK117J巴士，車隊編號是200及201。這些巴士以客車版規格出現，沒有裝上路線牌箱。巴士以出租為主，也曾支援非專利路線如90R及97R，甚至曾支援當年城巴開辦的來往沙田第一城至啟德機場的757線。兩車於1994年出售給私人巴士公司。

### 客車版MK
1990-95年，香港有幾家非專營巴士公司購入客車版MK，用來接載外來遊客，這批客車版MK於2000年代中期退下來，由全新一批的中國製中型客車取代。

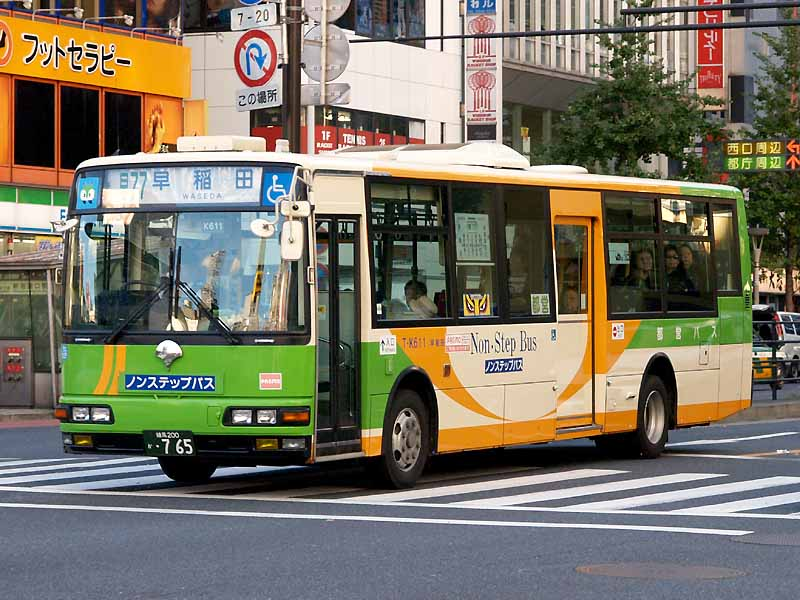
攝於2007年，服役於日本東京都交通局的三菱KK-MK2系

## 外部連結
1. ↑  九巴AM64,HKitalk
2. ↑  嚴重意外後的EV3589 ,HKitalk
3. ↑  ，九巴AM64（EV3589）車輛資料，Across網頁

- i-busnet：九巴 - 三菱(MK117/217)（页面存档备份，存于）
- i-busnet：港鐵巴士 - 三菱 MK117J（页面存档备份，存于）
- 短車檔案室：九巴三菱MK（页面存档备份，存于）
- 短車檔案室：港鐵巴士三菱MK117J（页面存档备份，存于）
- 香港巴士及鐵路資料中心：九巴三菱MK（页面存档备份，存于）
- 香港巴士及鐵路資料中心：港鐵巴士三菱MK117J（页面存档备份，存于）
- 再見：九巴三菱巴士（页面存档备份，存于）